# Cá đuôi gai vàng
Cá đuôi gai vàng (danh pháp hai phần: Zebrasoma flavescens), là một loài cá biển thuộc chi Zebrasoma trong họ Cá đuôi gai. Loài cá này được mô tả lần đầu tiên vào năm 1828.

## Từ nguyên
Từ flavescens trong danh pháp của loài cá này trong tiếng Latinh có nghĩa là "màu vàng", ám chỉ màu vàng tươi nổi bật trên cơ thể của chúng.

## Phạm vi phân bố và môi trường sống
Z. flavescens có phạm vi phân bố tương đối rộng rãi ở vùng biển Tây và Bắc Thái Bình Dương. Từ miền nam Nhật Bản, loài cá này xuất hiện dọc theo quần đảo Ogasawara và quần đảo Ryukyu ở phía nam, cũng như ngoài khơi phía nam của đảo Đài Loan và Philippines; về phía đông trải rộng khắp quần đảo Marshall, đảo Wake và quần đảo Mariana; ngược lên phía bắc đến quần đảo Hawaii và đảo Johnston.
Z. flavescens sống gần các rạn san hô trong các đầm phá và vùng biển ven bờ ở độ sâu đến ít nhất là 81 m. Khi Z. flavescens trưởng thành về mặt sinh dục, chúng rời khỏi vùng nước sâu và chuyển đến sống ở vùng nước nông hơn.

### Loài du nhập
Cá đuôi gai vàng Z. flavescens đã được quan sát 8 lần ở ngoài khơi Boca Raton, Florida từ năm 2001 đến 2005. Loài cá này cũng đã được ghi nhận ở ngoài khơi Pompano Beach (năm 2004 và 2011), Delray Beach (2005) và Marathon (2011), đều thuộc vùng biển của bang Florida, Hoa Kỳ.
Ngoài ra, một cá thể của Z. flavescens cũng đã được chụp ảnh ở ngoài khơi Sitges, thuộc vùng biển ven bờ Địa Trung Hải của Tây Ban Nha, vào tháng 10 năm 2008. Có vẻ như đó là một con cá cảnh được thả ra biển khơi.

## Mô tả
Chiều dài cơ thể tối đa được ghi nhận ở Z. flavescens là 20 cm. Cá đực và cá cái của các loài trong họ Cá đuôi gai luôn có chiều dài cơ thể chênh lệch nhau. Cá đuôi gai nâu hồng (danh pháp là Z. scopas) là loài mà cá đực có kích thước lớn hơn so với cá cái, mà Z. scopas và Z. flavescens là những loài chị em với nhau, nên điều này cũng có thể xảy ra ở Z. flavescens.

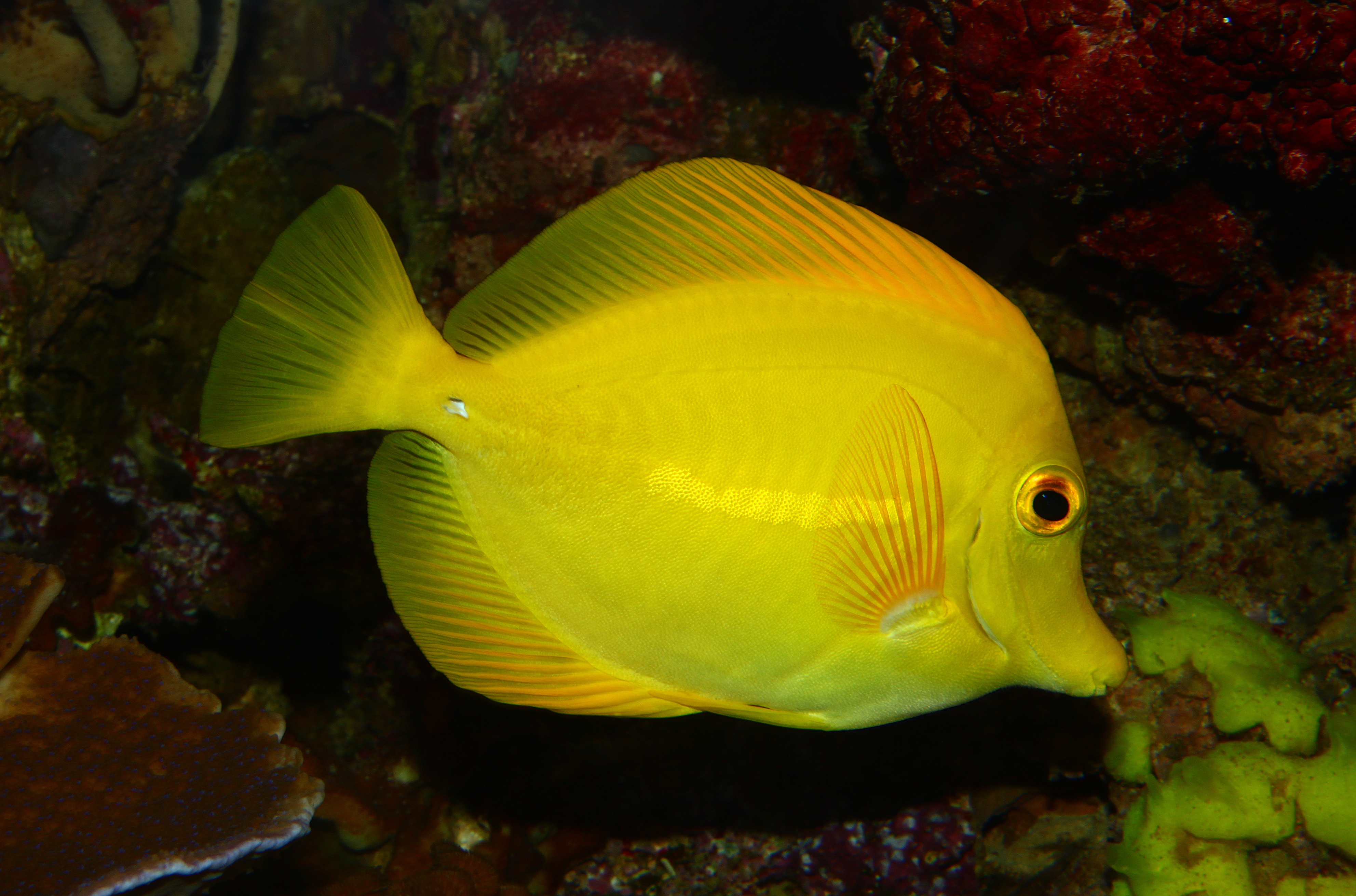
Một cá thể Z. flavescens ở Bảo tàng Lịch sử Tự nhiên Bang Karlsruhe (Đức).

Cuống đuôi của Z. flavescens có ngạnh sắc như hầu hết những loài cá đuôi gai khác. Cơ thể có duy nhất một màu vàng tươi, ngoại trừ ngạnh trên cuống đuôi có màu trắng. Một sọc trắng không rõ ràng thường xuất hiện dọc theo đường bên ở hai bên thân. Vây lưng và vây hậu môn của chúng có thể căng rộng ra.
Số gai ở vây lưng: 4 - 5; Số tia vây ở vây lưng: 23 - 26; Số gai ở vây hậu môn: 3; Số tia vây ở vây hậu môn: 19 - 22; Số tia vây ở vây ngực: 14 - 16; Số gai ở vây bụng: 1; Số tia vây ở vây bụng: 5.

## Sinh thái
Thức ăn của Z. flavescens chủ yếu là các loại rong tảo. Chúng có thể hợp thành đàn lên đến vài trăm cá thể trong khi kiếm ăn vào ban ngày, nhưng cũng được nhìn thấy là bơi đơn độc một mình, đặc biệt là vào ban đêm.
Z. flavescens là loài sống khá thọ, với tuổi đời lớn nhất được ghi nhận ở chúng là 41 tuổi, thuộc về một cá thể cái được thu thập trong khi khảo sát về loài cá này ở quần đảo Hawaii vào năm 2009. Một cá thể Z. flavescens đực 40 tuổi cũng được thu thập trong lần khảo sát này.
Z. flavescens sinh sản quanh năm và theo chu kỳ mặt trăng. Tỉ lệ cá cái có trứng đạt mức cao nhất vào lúc trăng tròn của mỗi tháng âm lịch.

## Cá cảnh
Z. flavescens là loài cá cảnh được đánh bắt phổ biến nhất ở phía tây đảo Hawaii, chiếm khoảng 80% số lượng cá được đánh bắt cho ngành thương mại cá cảnh ở vùng biển này. Số lượng cá thể Z. flavescens được đánh bắt đã tăng từ ~10.000 con vào những năm 1970 lên đến ~400.000 con vào năm 2006.
Để đối phó với sự suy giảm số lượng của Z. flavescens, bang Hawaii đã thành lập mạng lưới gồm 9 khu bảo tồn biển vào ngày 31 tháng 12 năm 1999, cùng với các khu bảo tồn biển hiện có, đã cấm đánh bắt cá cảnh ở nhiều vùng biển thuộc Tây Hawaii.

### Trích dẫn
- Jeremy T. Claisse; Marco Kienzle; Megan E. Bushnell; David J. Shafer; James D. Parrish (2009). "Habitat- and sex-specific life history patterns of yellow tang Zebrasoma flavescens in Hawaii, USA" (PDF). Marine Ecology Progress Series. Quyển 389. tr. 245–255. doi:10.3354/meps08114.